# 江錦路駅
江錦路駅（こうきんろえき）は、中華人民共和国浙江省杭州市上城区富春路に位置する杭州地下鉄4号線の駅である。

## 歴史
- 2015年2月2日：開業[1]。

## 駅構造
島式ホーム1面2線を有する地下駅。

### のりば
| 番線       | 路線    | 行先                 |
| ---------- | ------- | -------------------- |
| 南方面     | ■ 4号線 | 浦沿方面             |
| 北・西方面 | ■ 4号線 | 火車東站・池華街方面 |

（出典：杭州地铁：江锦路站站内空间示意图 （中国語））

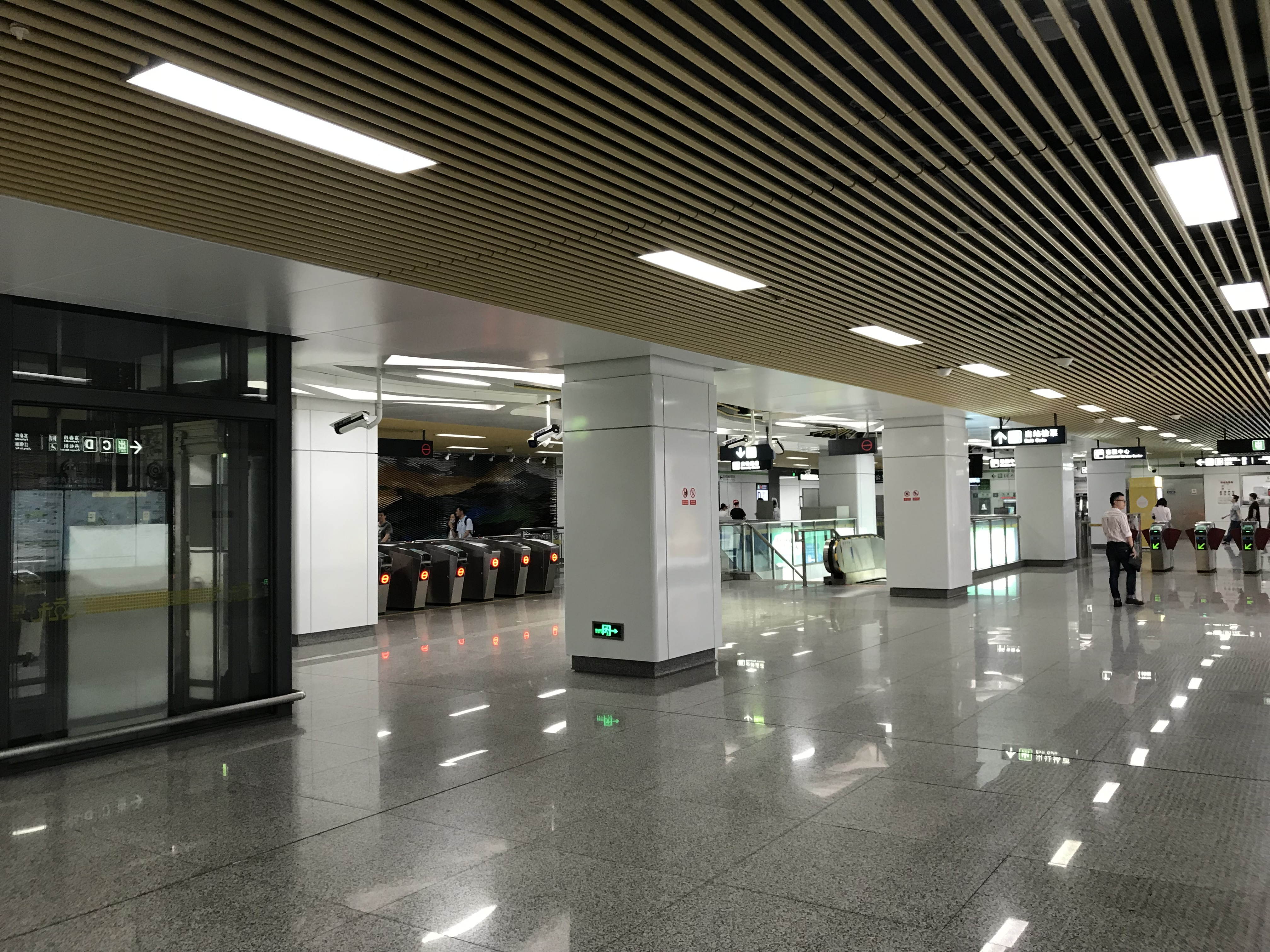
コンコース
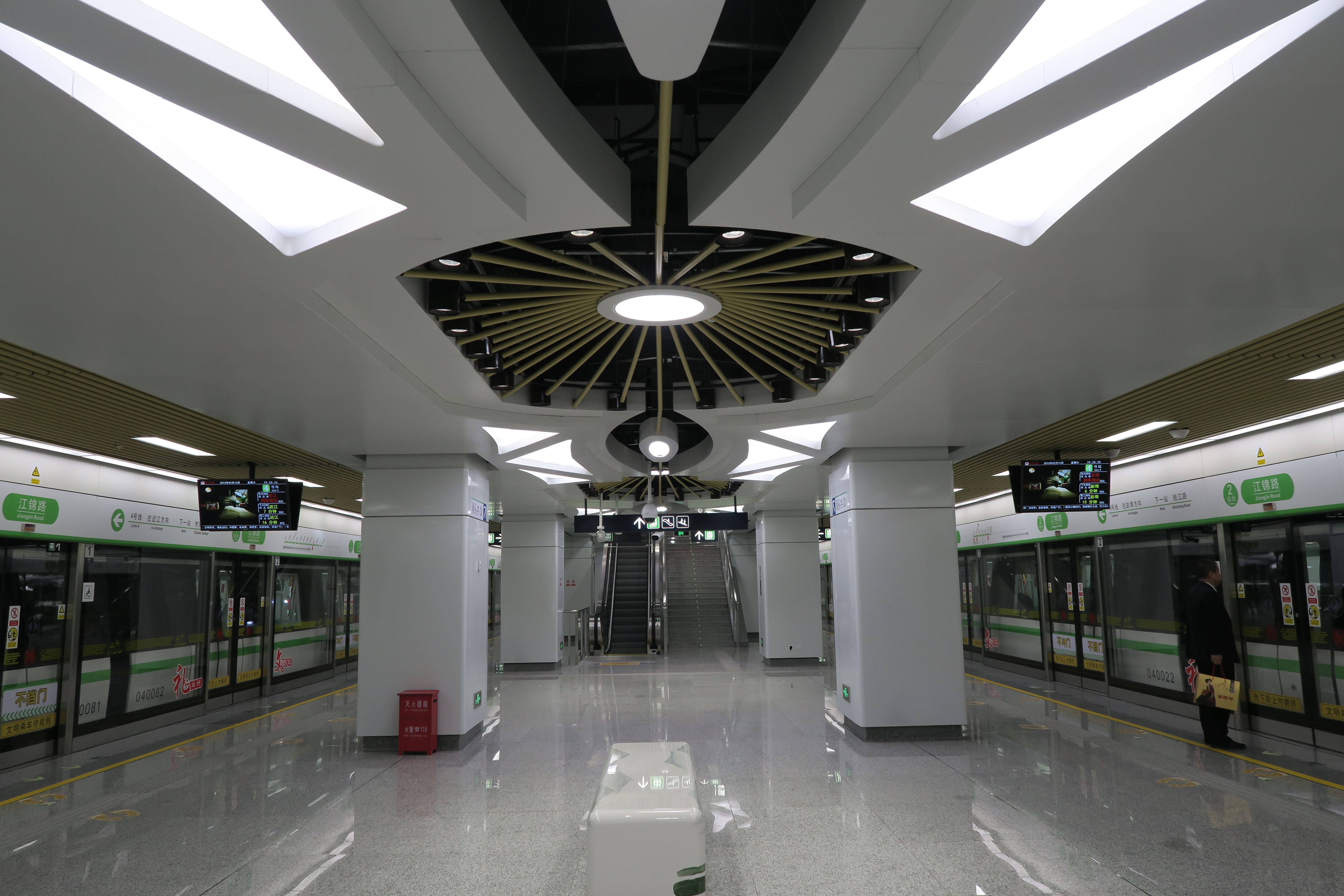
ホーム

## 駅周辺
- 世紀花園（中国語版）
- マンイン・インターナショナル（中国語版）
- 杭州ミクシーシティ（中国語版） - B3出入口直結
- 杭州ラフセンター（中国語版）
- ハンジャ・インターナショナル
- ディカイ・ゴールドタワー（中国語版）
- ディカイ・インターナショナルセンター（中国語版）
- ホアフォン・インターナショナル
- ホンチェン・インターナショナルビル（中国語版）
- UDC・タイムズビル（中国語版）

## 隣の駅
杭州地下鉄
■ 4号線
市民中心駅 - 江錦路駅 - 銭江路駅